# Нова Собутка
Нова Собутка (пол. Nowa Sobótka) — село в Польщі, у гміні Ґрабув Ленчицького повіту Лодзинського воєводства.
Населення — 86 осіб (2011).
У 1975-1998 роках село належало до Конінського воєводства.

## Демографія
Демографічна структура станом на 31 березня 2011 року:
|          | Загалом | Допрацездатний вік | Працездатний вік | Постпрацездатний вік |
| -------- | ------- | ------------------ | ---------------- | -------------------- |
| Чоловіки | 39      | 6                  | 29               | 4                    |
| Жінки    | 47      | 9                  | 26               | 12                   |
| Разом    | 86      | 15                 | 55               | 16                   |